# Radojka-Vrančič-Preis
Der Radojka-Vrančič-Preis (sl. Nagrada Radojke Vrančič) wird vom Verband slowenischer Literaturübersetzer für besonders gelungene Übersetzungen belletristischer, geistes- und sozialwissenschaftlicher Texte ins Slowenische an Übersetzer bis einschließlich 35 Jahre verliehen. Der Preis wurde 2002 ins Leben gerufen; ursprünglich hieß er „Anerkennung für junge Übersetzer“ (Priznanje za mladega prevajalca), seit 2013 ist er nach der slowenischen Übersetzerin und Mentorin junger Übersetzer Radojka Vrančič benannt.

## Preisträger
- 2022: Živa Čebulj: Andrée Chedid Ubesediti pesem. (2022)
- 2021: Tomaž Potočnik: Francesco Petrarca: Moja skrivnost. (2020)
- 2020: Lara Unuk
  - Ilias Venezis: Številka 31328 (2019)
  - Makis Citas: Bog mi je priča (2019)
  - Kalia Papadaki: Dendriti (2019)
  - Mirto Azina Hronidi: Eksperiment (2020)
- 2019: Zarja Vršič: Eugène Guillevic: Zemljevôden (2017)
- 2018: Sara Virk: 
  - Mario Benedetti: Drugo nebo (2017)
  - Augusto Monterroso: Zgodbe, basni, utrinki (2017)
- 2017: Jernej Županič:
  - C. D. Wright: Skritost (2015)
  - Lydia Davis: Samuel Johnson je ogorčen (2015)
  - Dave Eggers: Srce parajoče delo neizmerne globine (2015)
- 2016: Tanja Petrič: Friederike Mayröcker: Smrt zaradi muz (2015) und Diana Pungeršič: Daniela Kapitáňova: Samko Tále: Knjiga o britofu (2015)
- 2015: Andreja Kalc: Marina Tsvetaeva: Poskus sobe (2014)
- 2014: Staša Pavlović: Paweł Huelle: Mercedes-Benz: iz pisem Hrabalu (2014) und Andrej Pleterski: Laurence Plazenet: Sama ljubezen (2014)
- 2013 Ana Jasmina Oseban: Sibylle Lewitscharoff: Blumenberg (2013)
- 2012 Ana Barič Moder: Raymond Queneau: Modre cvetke (2011)
- 2011 Stana Anželj: Walter Moers: Mesto sanjajočih knjig: roman iz Zamonije (2010)
- 2010 Julija Potrč: Petri Tamminen: Skrivališča (2009)
- 2009 Tatjana Jamnik: Ladislav Fuks: Sežigalec trupel (2008)
- 2008 Katja Zakrajšek: Monique Truong: Knjiga soli (2007)
- 2007 Nada Grošelj
  - Claudius Claudianus: Ugrabitev Prozerpine (2006)
  - Alberto Manguel: Zgodovina branja (2007)
- 2006 Barbara Skubic: Naguib Mahfuz: Pot med palačama: 1. del Kairske trilogije (2005)
- 2005 Barbara Juršič: José Saramago: Evangelij po Jezusu Kristusu (2005)
- 2004 Borut Kraševec: Wiktor Pelewin: Čapajev in praznota (2003)
- 2003 Saša Jerele: Marguerite Yourcenar: Hadrijanovi spomini (2002)
- 2002 Ana Samardžija: Maurice Merleau-Ponty: Vidno in nevidno (2000)